# İsmail Erden
İsmail Erden (* 6. April 1979 in Bakirköy) ist ein ehemaliger türkischer Fußballspieler.
Er spielte von 1998 bis 2002 bei Edirnespor, zuerst in der Türkiye 2. Futbol Ligi und nach dem Abstieg in der Türkiye 3. Futbol Ligi. 2002 wechselte er zu Gebzespor in die TFF 3. Lig, wo er bis 2004 unter Vertrag stand. 2004 ging er zu Zeytinburnuspor. In der Saison 2007/08 spielte er bei Lüleburgazspor. Dort war im Dezember 2007 sein Dopingtest positiv auf Ephedrin und er wurde im Januar 2008 für zwei Jahre gesperrt.